# 밀러사키
밀러사키 또는 밀러수사사키(Pithecia milleri)는 신세계원숭이에 속하는 사키원숭이의 일종이다. 콜롬비아 남서부 일부 지역과 에콰도르 북동부에서 발견되며, 인근 페루 지역에서도 분포하는 것으로 추정된다. 알렌(J. A. Allen)이 처음 기술했고, 1987년에 수사사키의 아종으로 강등되었다가 2014년에 다시 별도의 종으로 승격되었다.